# ویتور روکه
ویتور روکه (پرتغالی: Vitor Roque؛ زادهٔ ۲۸ فوریهٔ ۲۰۰۵) بازیکن فوتبال اهل برزیل است که در پست مهاجم برای باشگاه رئال بتیس بازی میکند.
وی همچنین در تیم‌های ملی فوتبال زیر ۲۰ سال برزیل و تیم ملی فوتبال برزیل بازی کرده‌است.
روکه در مارس ۲۰۲۳ توسط رامون مندز، سرمربی وقت تیم ملی فوتبال برزیل، به اردوی تیم ملی دعوت شد و نخستین بازی ملی خود را مقابل تیم ملی مراکش انجام داد.او در ژانویه ۲۰۲۴ به بارسلونا پیوست و سپس پس از یک نیم فصل حضور در بارسلونا و زدن دو گل برای این تیم در این مدت کوتاه بخاطر نرسیدن بازی به او و اصرار بیش از حد خوان لاپورتا و دکو قرضی به رئال بتیس پیوست.